# Harry Hayden
Harry Hayden né le 8 novembre 1882 en Nouvelle-Écosse et mort le 24 juillet 1955 à Los Angeles Californie, est un acteur canadien

## Filmographie partielle
- 1936 : Two Against the World de William C. McGann : Dr Martin Leavenworth
- 1937 : Le Petit Bagarreur (Hoosier Schoolboy) de William Nigh : Mr. Townsend
- 1937 : La Loi de la forêt (God's Country and the Woman) de William Keighley
- 1937 : Deux Femmes (John Meade's Woman) de Richard Wallace
- 1937 : La Légion noire (Black Legion) d'Archie Mayo : Jones
- 1938 : Quatre Hommes et une prière (Four Men and a Prayer) de John Ford : Mike
- 1938 : Un cheval sur les bras (Straight, Place and Show) de David Butler : rôle non crédité
- 1938 : Pour un million (I'll Give a Million) de Walter Lang
- 1939 : Swanee River de Sidney Lanfield : Erwin
- 1940 : Le Gros Lot (Christmas in July) de Preston Sturges : Mr. E. L. Waterbury
- 1941 : Week-end à la Havane (Week-End in Havana) de Walter Lang : Un passager
- 1941 : Adieu jeunesse (Remember the Day) de Henry King : M. Roberts
- 1941 : Sleepers West d'Eugene Forde
- 1941 : The Night of January 16th de William Clemens
- 1942 : Le Nigaud magnifique (The Magnificent Dope) de Walter Lang
- 1942 : Qui perd gagne (Rings on Her Fingers) de Rouben Mamoulian : Le conducteur du train
- 1943 : The Unknown Guest de Kurt Neumann
- 1943 : Toute seule (All by Myself) de Felix E. Feist : M.. Blake
- 1944 : Héros d'occasion (Hail the Conquering Hero) de Preston Sturges : Doc Bissell
- 1944 : Le Suicide du Professeur X (Weird Woman) de Reginald Le Borg
- 1946 : Du burlesque à l'opéra (Two Sisters from Boston) de Henry Koster : Oncle Jonathan
- 1946 : La Pluie qui chante (Till the Clouds Roll By) de Richard Whorf : Charles Frohman
- 1946 : Les Tueurs (The Killers) de Robert Siodmak : George
- 1947 : Hollywood en folie (Variety Girl) de George Marshall : Manager du Grauman's Chinese Theatre
- 1948 : Ce bon vieux Sam (Good Sam) de Leo McCarey : M. Drew
- 1948 : La Course aux maris (Every Girl Should Be Married) de Don Hartman : Gogarty
- 1949 : L'Intrus (Intruder in the Dust) de Clarence Brown : Mr Mallison
- 1950 : Kill the Umpire de Lloyd Bacon : le directeur de l’hôtel (non crédité)
- 1951 : Une veine de... (Double dynamite) de Irving Cummings : J.L. McKissack
- 1952 : Un amour désespéré (Carrie) de William Wyler : O'Brien
- 1953 : Un galop du diable (Money from Home) de George Marshall : Le juge de la première course
- 1953 : La Dernière Chevauchée (The Last Posse) de Alfred L. Werker : Davis